# Extrudare
În geometrie, dar mai ales în design computerizat, extrudarea este un procedeu care poate fi aplicat unei forme geometrice, adică suprafeței delimitate de trei sau mai multe laturi coplanare. Extrudarea este un procedeu de creare a unui corp tridimensional de la o formă cu doar doua dimensiuni, și presupune deplasarea unei copii a formei respective cu un vector {\displaystyle {\overrightarrow {a}}} conectând laturile corespunzător cu un număr de fețe egal cu numărul de laturi. Astfel se pot forma perechi ordonate de tip formă - corp, cilindrul fiind, de exemplu, un cerc extrudat, iar cubul, un pătrat extrudat.

## Etimologia termenului
Deși, oficial, termenul nu face parte din masa vocabularului limbii române, acesta este un neologism, recent preluat din limba engleză, desemnând un procedeu de fabricare, extinzându-și apoi sensul pentru a cuprinde și procedeul descris mai sus, folosit în design computerizat.